# Baugur Group
Baugur Group est une société d'investissement islandaise dont les activités se concentrent principalement dans les secteurs du service, du commerce de détail et de l’immobilier en Islande, au Royaume-Uni et en  Scandinavie.

## Histoire
En 1989, Jón Ásgeir Jóhannesson, jeune diplômé islandais, a ouvert en collaboration avec son père Jóhannes Jónsson, son premier supermarché « Bónus » à Reykjavik. L’entreprise familiale s’est développée rapidement et en trois ans, le père et le fils se sont retrouvés à la tête de plusieurs supermarchés en Islande. En 1992, les propriétaires de « Hagkaup », principal détaillant islandais ont acquis 50 % des parts de l’entreprise « Bónus » et en 1993, « Hagkaup » et « Bónus » ont établi une centrale d'achat commune, Baugur.
En 1998, « Hagkaup » et « Bónus » ont fusionné en tant que Baugur Group et Jón Ásgeir Jóhannesson est devenu le président-directeur général de cette nouvelle entreprise.
Depuis le début des années 2000, le Baugur Group a multiplié les investissements en Islande, au Royaume-Uni et en Scandinavie. À partir de 2003, ces activités d’investissements se sont accélérées, principalement au Royaume-Uni et au Danemark. Depuis la fin de 2003, Baugur Group est la plus grande entreprise privée islandaise, quant au chiffre d'affaires et au nombre d’employés et celle qui possède le plus grand nombre d’opérations à l’étranger.

## Quelques statistiques
Nombre d’employés : 51 000.
Chiffres d’affaires totales (2004) : 5,13 milliards d’euros.
Situation nette comptable (31 décembre 2004) : 2,83 milliards d’euros.

## Management
Jón Asgeir Jóhannesson, président-directeur général : il est né en 1968. Il a établi, en 1989, la chaîne de supermarchés « Bónus » et en est devenu son directeur. Cette chaîne, rapidement devenu la plus grande d’Islande, a fusionné avec son concurrent en 1998. Jón Asgeir Jóhannesson est devenu le président-directeur général de cette nouvelle entreprise, Baugur Group. En mai 2002, il devient président du conseil d’administration du Baugur Group et démissionne de son poste de président-directeur général, mais seulement pour une courte période, puisqu’en novembre 2002, il redevient président-directeur général.
Skarphédinn Berg Steinarsson, directeur des investissements nordiques : il a été chef de bureau du premier ministre de 1998 à 2002 et chef de division du ministre des finances de 1991 à 1998. Skarphédinn Berg Steinarsson a participé avec Hreinn Loftsson au comité pour la privatisation de 1992 à 2002, où il était secrétaire. Il est, à l’heure actuelle, président des conseils d’administration de Fasteignafélagid Stodir, Magasin du Nord, ILLUM, Keops, Dagsbrùn et du groupe FL.
Stéfan Hilmarsson, directeur financier : Stéfan Hilmarsson a été auditeur externe du groupe durant les premières années d'existence du groupe. Il en est, par la suite, devenu le directeur financier. Il avait auparavant était associé chez KPMG Islande et est membre du conseil d’administration de cette entité depuis juin 2000.